# Bematist
Der Bematist (altgriechisch βηματιστής bēmatistḗs, deutsch ‚Schreitender; Schrittzähler‘) war ein Spezialist im antiken Griechenland, der dafür ausgebildet war, Entfernungen durch Zählen seiner Schritte zu messen.

## Messungen von Alexanders Bematisten
Bematisten begleiteten Alexander den Großen auf seinem Feldzug durch Asien. Ihre Entfernungsangaben weisen eine so hohe Präzision auf, dass vermutet wurde, dass sie ein Hodometer benutzt haben mussten, obgleich es keine direkte Erwähnung solch eines Gerätes gibt:

„Die Genauigkeit der Entfernungsmessungen der Bematisten sollte offenkundig sein. Die kleineren Abweichungen lassen sich durch geringe Veränderungen des Straßenverlaufs in den vergangenen 2300 Jahren erklären. Die Präzision der Angaben impliziert, daß die Bematisten ein ausgereiftes mechanisches Gerät verwendeten, um Distanzen zu messen – unzweifelhaft ein Hodometer, wie er von Heron von Alexandria beschrieben wird.“

Die folgende Tabelle listet die Entfernungen auf, wie sie von zwei von Alexanders Bematisten gemessen wurden (Diognetus und Baeton). Die Messungen wurden in der Naturalis Historia von Plinius festgehalten (NH 6.61-62). Weitere Angaben sind bei Strabon (Geographica 11.8.9) überliefert, der Eratosthenes folgt.
|                                          | Plinius 6.61-62  | Plinius 6.61-62     | Plinius 6.61-62 | Strabo 11.8.9 | Strabo 11.8.9    | Strabo 11.8.9 | Wirkliche Entfernung                                |
| Route                                    | Milia passuum 1) | Englische Meilen 4) | Abweichung      | Stadien 2)    | Englische Meilen | Abweichung    | Englische Meilen                                    |
| ---------------------------------------- | ---------------- | ------------------- | --------------- | ------------- | ---------------- | ------------- | --------------------------------------------------- |
| Nördl. Kaspisches Tor – Hekatompylos     | –                | –                   | –               | 1960          | 225              | 0,8 %         | 227 Hauptstraße                                     |
| Südl. Kaspisches Tor – Hekatompylos      | 133              | 122                 | 2,4 %           | –             | –                | –             | 125 Hauptstraße                                     |
| Hekatompylos – Alexandria Areion         | 575              | 529                 | 0,4 %           | 4530          | 521              | 1,9 %         | 531 Seidenstraße                                    |
| Alexandria Areion – Prophthasia          | 199              | 183                 | 3,2 %           | 1600          | 184              | 2,6 %         | 189 Herat – Juwain                                  |
| Prophthasia – Arachoti Polis             | 565              | 520                 | 1 %             | 4120          | 474              | 9,7 %         | 525 Juwain – Kelat-i-Ghilzai                        |
| Arachoti Polis – Hortospana              | 250              | 230                 | 0,4 %           | 2000          | 230              | 0,4 %         | 231 Hauptstraße Kelat-i-Ghilzai – Kabul             |
| Hortospana – Alexandria ad Caucasum      | 50               | 46                  | 2,1 %           | –             | –                | –             | 47 Kabul – Begram                                   |
| Alexandria ad Caucasum - Peucolatis      | 237              | 218                 | 3,2 %           | –             | –                | –             | 211 Begram – Charsada                               |
| Peucolatis – Taxila                      | 60               | 55                  | 20 %            | –             | –                | –             | 69 Charsada – Taxila                                |
| Taxila – Hydaspes (Jhelum)               | 120              | 110                 | 4,8 %           | –             | –                | –             | 105 Aurel Steins Route                              |
| Alexandria Areion – Baktra – Zariaspa 3) | –                | –                   | –               | 3870          | 445              | 1,6 %         | 438 via Kala Nau, Bala Murghab, Maimana und Andkhui |
| Durchschnitt                             |                  |                     | 4,2 %           |               |                  | 2,8 %         |                                                     |
| Median                                   |                  |                     | 2,8 %           |               |                  | 1,9 %         |                                                     |

Anhang: Lässt man jeweils den höchsten statistischen Ausreißer außer Acht, dann beträgt die durchschnittliche Abweichung der restlichen Messungen der Bematisten von der wirklichen Entfernung 1,9 % bei Plinius und 1,5 % bei Strabo, bei einer Gesamtdistanz von 1958 bzw. 1605 Meilen.